# Rollinia salicifolia
Rollinia salicifolia is een boom uit de Zuurzakfamilie (Annonaceae). De boom komt vooral voor in het zuiden van Brazilië, in de deelstaten Santa Catarina en Rio Grande do Sul. De Portugese naam van de boom is cortiça.
Het is een bladverliezende boom met een lengte tot 7 meter. De bloeitijd is in november–december. De vruchten zijn eetbaar en bevatten veel zaadjes die in januari–februari rijpen.
Rollinia salicifolia is een van de weinige plantensoorten waarvan de kieming epigeïsch is (de zaadlob wordt boven de grond geduwd) maar toch cryptocotylair (de zaadlobben blijven binnen de zaadhuid verborgen). Mede hierdoor hebben botanici de indeling van de kieming van planten moeten herzien.